# Rüstringer Friese

Wappen Ruestringen

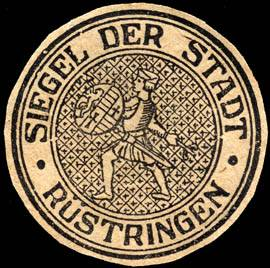
Siegelmarke Siegel der Stadt – Rüstringen (zwischen 1850 und 1923)

Der Rüstringer Friese war ein Nagelbild, das bei einer Kriegsnagelung im Ersten Weltkrieg entstanden ist und das Kriegswahrzeichen der oldenburgischen Stadt Rüstringen darstellte. Wie der Oldenburger Isern Hinnerk war es von Bernhard Winter entworfen worden.

## Entwurf
Winter entwarf das zwei Meter hohe Nagelbild nach einem mittelalterlichen Siegelbild des friesischen Landes Rüstringen, einem vorwärts stürmenden, mit Schild, Speer und Schwert bewaffneten Krieger. Benagelt wurde nicht die eigentliche Figur, sondern der Hintergrund. Es handelte sich um eine runde Holzscheibe, die von dem Oldenburger Bildhauer Rudolf Michaelsen (1870–1941) erstellt wurde.
Der Stadtrat von Rüstringen bewilligte für die Herstellung des Werkes 2.000,- Mark.

## Eröffnung
Die Einweihung des Rüstringer Friesen fand am 14. November 1915 unter der Anwesenheit der Honoratioren des Landes statt. Einen ersten goldenen Nagel schlug die hübsche und beliebte Prinzessin Adalbert (24) mit einigen Hammerschlägen in den Säbellauf ein. Danach folgten die Vertreter der Behörden, der Marine und der verschiedenen Körperschaften.
Der Rüstringer Friese stand auf dem Schulhof der Volksschule an der Mitscherlichstraße.

## Benagelung und Verbleib
Im Laufe des Jahres 1916 ließ die Begeisterung für die Nagelung auch in Wilhelmshaven nach. Daraufhin beschloss der Stadtmagistrat wie folgt: „Weil die Nagelung des Rüstringer Friesen nicht die durch die Öffnung entstehenden Kosten deckt, soll dieser geschlossen werden und im Rathaussaal untergebracht werden.“ Dies geschah im Februar 1917.
Bis zum 1. Januar 1917 wurden durch die Benagelung, den Verkauf von Postkarten und sogenannten Friesentellern 39.573 Mark eingenommen. Der Gesamterlös der Nagelung ist nicht bekannt.
Der Rüstringer Friese ging bei einer der zahlreichen Bombardierungen Wilhelmshavens, zu dem die Stadt Rüstringen seit 1937 gehörte, im Zweiten Weltkrieg verloren.